# 1542

## Родени
- Хатори Ханзо,
- 4 октомври – Роберто Белармино, италиански духовник
- 12 ноември – Клод Валоа, херцогиня на Лотарингия
- Джелал Акбар – владетел от династията на великите моголи, потомък на Тамерлан. Той проявява изключителни способности на войн и държавник. За по-малко от 20 години покорява цяла Северна Индия.

## Починали
- Бия Медичи, дъщеря на Козимо I Медичи
- 15 юли – Лиза дел Джокондо,
- 21 септември – Хуан Боскан, испански поет
- 11 октомври – Томас Уаят,